# Escut d'Olesa de Montserrat
L'escut oficial d'Olesa de Montserrat té el següent blasonament:
Escut caironat truncat: primer d'or, una olivera arrencada de sinople fruitada de sable; segon de gules, un mont de 7 penyes d'or movent de la punta somat d'una serra també d'or. Per timbre una corona mural de vila.

## Història
En el segle xviii, l'ajuntament ja utilitzava segells arrodonits on apareixia una olivera i la paraula olesa. Les oliveres estan associades a l'entitat d'Olesa a causa de la varietat d'aquesta planta (olesana) que s'hi conrea pels voltants.
Hi ha versions posteriors dels segles xix i xx en què apareixen escuts ovalats quarterats amb els quatre pals al segon i tercer, una olivera arrencada al primer i un mont amb penyes al quart.
Els quatre pals es van haver de treure perquè mai havia estat un municipi de jurisdicció reial. Es va caironar per fer notar que era un municipi i es va canviar la corona no fixa de llavors per una de vila.
Com que el primer símbol de distinció era l'olivera s'havia de posar en primer lloc, i en segon un mont i una serra d'or (segons la llegenda el tipus de serra amb què els àngels tallaren Montserrat) per representar que la seva jurisdicció era la del monestir de Montserrat.
La versió oficial va aprovar-se el 9 de maig de 1986 i publicar-se al DOGC el 30 de juliol del mateix any amb el número 720.